# سباق تتابع

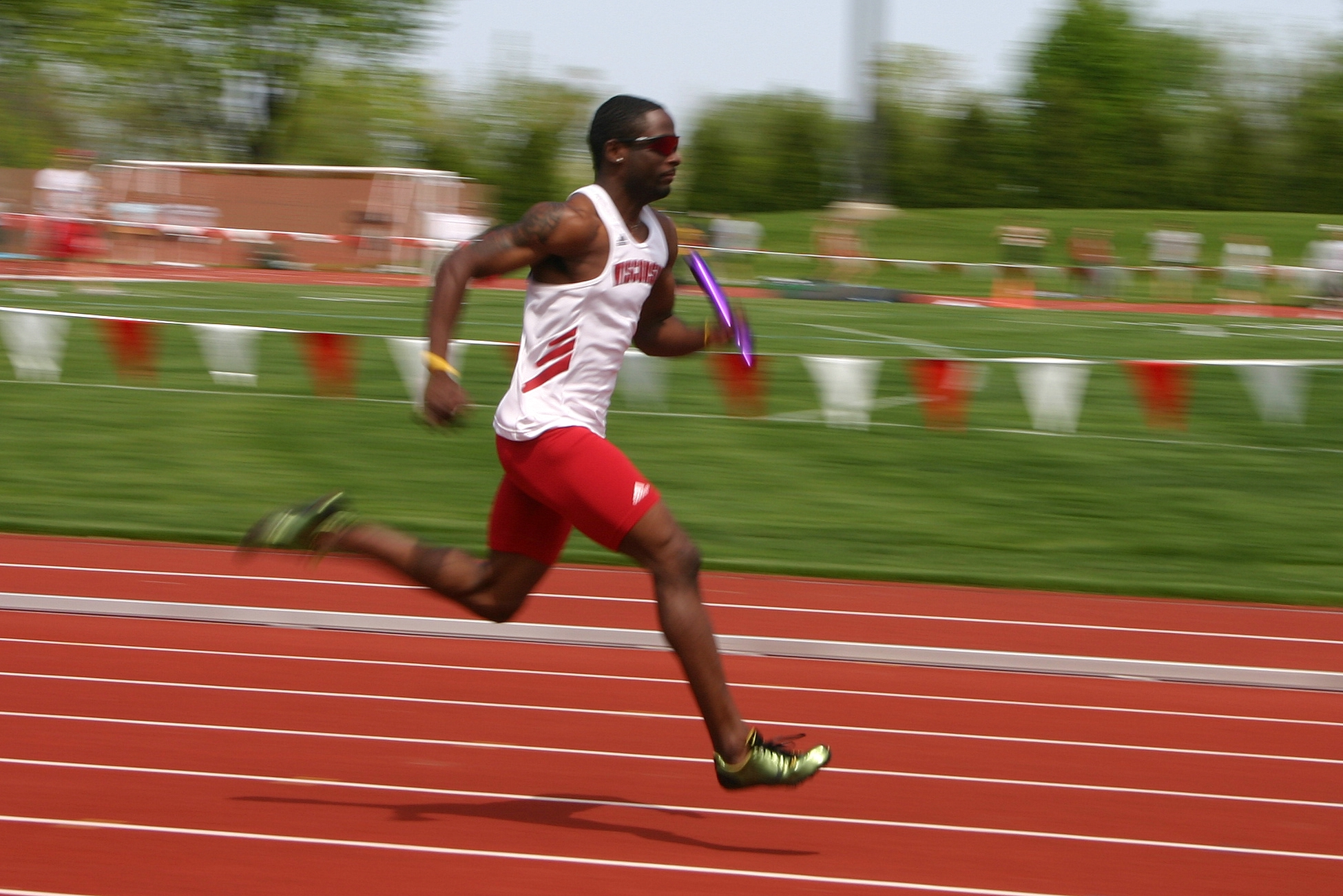
سباق تتابع جري

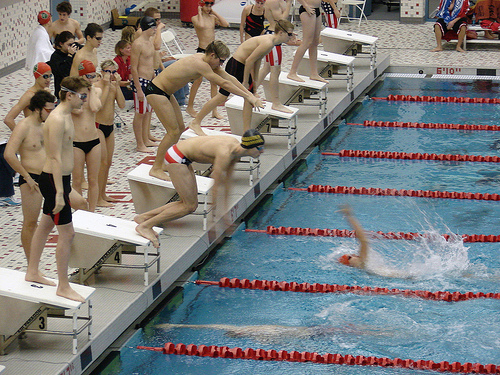
سباق تتابع سباحة

سباق التتابع من المسابقات في ألعاب القوى، يتألف الفريق في هذا النوع من المسابقات عادة من أربعة لاعبين، وتكون عادة إما بالركض أو السباحة.
أما في الجري فيتألف كل منها من أربعة عدائين يركض كل منهم المسافة المقررة سواء أكانت 100 متر أو 400 متر. يحمل العداء الأول عصا تسمى عصا التتابع طولها حوالي 30سمتيمتر (عبارة عن أنبوبة ملساء مجوفة ذات مقطع دائري مصنوعة من الخشب أو المعدن ولا يزيد طولها عن 300 مليمتر ولا يقل عن 280 مليمتر أما محيطها فيراوح بين 120 مليمتر، و130 مليمتر، ولا يقل وزنها عن 50 جرامًا ويجب أن تدهن بلون مناسب ليسهل رؤيتها أثناء السباق) ، وبعد أن يجري لمسافة محدودة تدعى مرحلة، يسلم العصا لعضو الفريق التالي. يجب أن يتم هذا التسليم في منطقة طولها 20 متر. وإذا لم يتبادل العداءان العصا ضمن هذه المنطقة فإنه يتم استبعاد فريقهم. وتحدد مسافات الجري في معظم سباقات التتابع بـ 400متر أو 1.600متر. يحفظ الاتحاد الدولي لألعاب القوى للهواة أرقامـًا عالمية لسباقات التتابع لمسافة 800متر و3.200متر وللرجال فقط 6.000متر. يجري أعضاء الفريق الأربعة جميعهم في سباقات التتابع هذه مسافات متساوية